# Krysantemum Orden
Krysantemum Orden (japansk: 大勲位菊花章 daikun'i kikkashō) er en japansk orden. Den blev indstiftet i i Meiji-perioden. Ordenen har navn efter kejserens mon eller emblem, som også er Japans våbenskjold. Krysantemum Orden er den største japanske hædersbevisning.
| Pris | Spire Denne artikel om priser eller udmærkelser er en spire som bør udbygges. Du er velkommen til at hjælpe Wikipedia ved at udvide den. |